# Bisdom Killaloe
Het Bisdom Killaloe (Latijn: Dioecesis Laoniensis, Iers: Deoise Chill Dalua) is een rooms-katholiek bisdom in Ierland. Het is een suffragaan bisdom van Aartsbisdom Cashel en Emly. Qua oppervlakte is het een van de grootste bisdommen op het eiland Ierland. Sinds september 2016 is bisschop Fintan Monahan de opvolger van de tot aartsbisschop benoemde Kieran O'Reilly. Patroonheilige van het bisdom is St. Flannan.
Volgens de traditie is het bisdom Killaloe gesticht in 639 door Paus Johannes IV (die pas aantrad in 640). In dat jaar wijdde de paus abt St. Flannan als bisschop ter opvolging van de gemijterde abt St. Molua. De Synode van Rathbreasail vormde het startpunt van de ombouw van een abdij-gebaseerde structuur naar een bisdom/parochie-gebaseerde structuur. De Synode van Kells voegde in 1152 de klooster-bisdommen Scattery Island en Roscrea toe aan Killaloe.

## Kathedraal

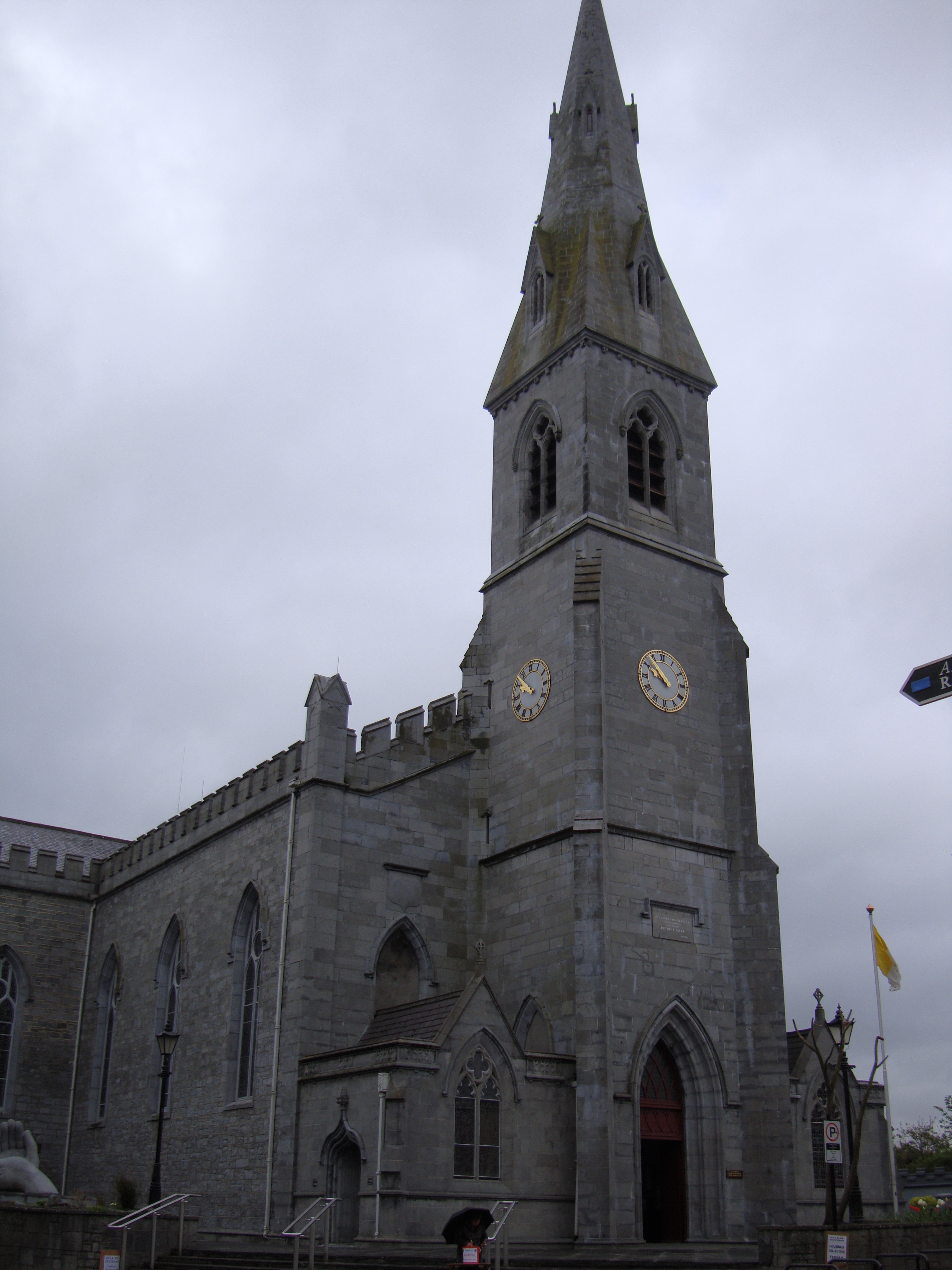
Kathedraal in Ennis

De huidige zetel van het bisdom is niet meer in Killaloe, maar in Ennis in de Kathedraal van Ennis. Het bisdom is opgedeeld in 58 parochies en omvat delen van county Clare, county Laois, county Limerick, county Offaly en county Tipperary.